# Dipartimento del Metauro
Il dipartimento del Metauro fu un dipartimento del Regno d'Italia, esistito dal 1808 al 1815. Prendeva il nome dal fiume Metauro e aveva per capoluogo Ancona.

## Territorio

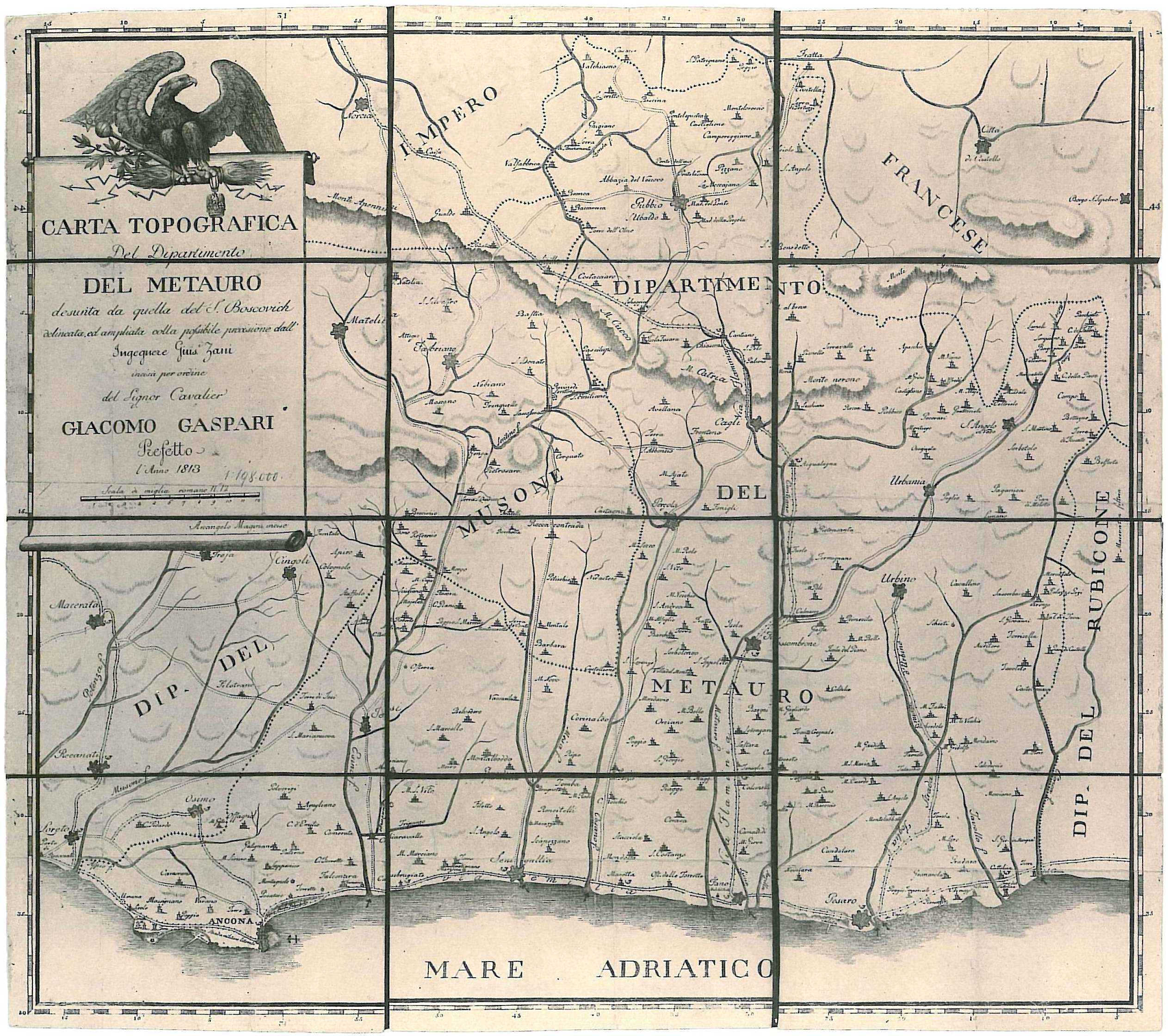
Carta Topografica del Dipartimento del Metauro, 1813 di Giuseppe Zani (Cartoteca storica delle Marche)

Il dipartimento del Metauro ereditava il territorio dell'omonima articolazione amministrativa della Repubblica Romana, sopravvissuta solo un anno. Includeva però l'area di Pesaro e, dal 1810, parte del Montefeltro, che negli anni 1798-1799 era stato parte del dipartimento del Rubicone della Repubblica Cisalpina. Il 18 dicembre 1810 si aggiunse inoltre l'area di Gubbio, proveniente dal Musone.
Il dipartimento confinava a nord con il dipartimento del Rubicone, a ovest con l'Impero francese, a sud con il dipartimento del Musone e a est con il mar Adriatico.

## Storia
Il dipartimento del Metauro fu ricostituito l'11 maggio 1808, con lo scorporo delle Marche dallo Stato della Chiesa e la loro annessione al Regno d'Italia. Sarebbe stato creato una terza volta per un breve periodo tra l'aprile e il maggio 1815, in occasione della riconquista delle regioni centromeridionali d'Italia da parte di Gioacchino Murat.